# Kornelia Kunisch
Kornelia Kunisch (Lübben, 17 de outubro de 1959) é uma ex-handebolista alemã, medalhista olímpica.

## Carreira
Kornelia Kunisch fez parte da equipe alemã oriental do handebol feminino, medalha de bronze em Moscou 1980, com um total de 5 jogos e  8 gols.